# Setaria
Sétaire
Genre
Classification phylogénétique
Setaria (les sétaires) est un genre de plantes monocotylédones de la famille des Poaceae (graminées), présent dans toutes les régions tempérées et tropicales du monde.
Ce genre comprend environ 110 espèces.
Ce sont des plantes herbacées, annuelles ou vivaces, dont certaines sont cultivées pour l'alimentation humaine et animale. De nombreuses espèces de Setaria sont des mauvaises herbes des cultures et des plantes envahissantes.

## Espèces cultivées
Plusieurs espèces de Setaria ont été cultivées ou simplement récoltées, et le sont parfois encore, dans diverses régions du monde.
| Espèce                | Nom commun                                                          | Régions        | Utilisation                                                                                  |
| --------------------- | ------------------------------------------------------------------- | -------------- | -------------------------------------------------------------------------------------------- |
| Setaria italica       | millet d'Italie, millet des oiseaux, millet à grappes, riz allemand | Europe et Asie | Graines comestibles, fourrage                                                                |
| Setaria intermedia    |                                                                     | Inde           | fourrage                                                                                     |
| Setaria liebmannii    |                                                                     | Mexique        | Graines comestibles, fourrage, plante médicinale                                             |
| Setaria macrostachya  |                                                                     | Mexique        | céréale précolombienne                                                                       |
| Setaria pallide-fusca |                                                                     | Afrique        | Graines récoltées                                                                            |
| Setaria palmifolia    | sétaire à feuilles de palmier                                       | Asie           | graines récoltées aux Philippines, jeunes pousses consommées comme légume en Nouvelle-Guinée |
| Setaria parviflora    | queue de rat, sétaire gracile, sétaire à petites fleurs             | Mexique        | Graines récoltées historiquement                                                             |
| Setaria helvola       | sétaire naine, sétaire glauque                                      | Inde           | cultivée et domestiquée pour ses graines                                                     |
| Setaria sphacelata    | queue de chien                                                      | Afrique        | récoltée comme céréale sauvage                                                               |
| Setaria verticillata  | sétaire verticillée                                                 | Afrique        | Graines récoltées                                                                            |
| Setaria viridis       | sétaire verte                                                       | Europe, Asie   | Graines récoltées                                                                            |

## Quelques espèces significatives
- Setaria adhaerens
- Setaria barbata
- Setaria faberi
- Setaria glauca
- Setaria gracilis
- Setaria pallide-fusca
- Setaria paniculifera
- Setaria poiretiana
- Setaria verticillata
- Setaria verticilliformis
- Setaria viridis

Espèce fourragère
- Setaria sphacelata (cv. Nandi)

Espèces natives dans les pâturages
- Setaria incrassata
- Setaria kagarensis
- Setaria longiseta
- Setaria macrostachya
- Setaria sphacelata

Espèces céréalières

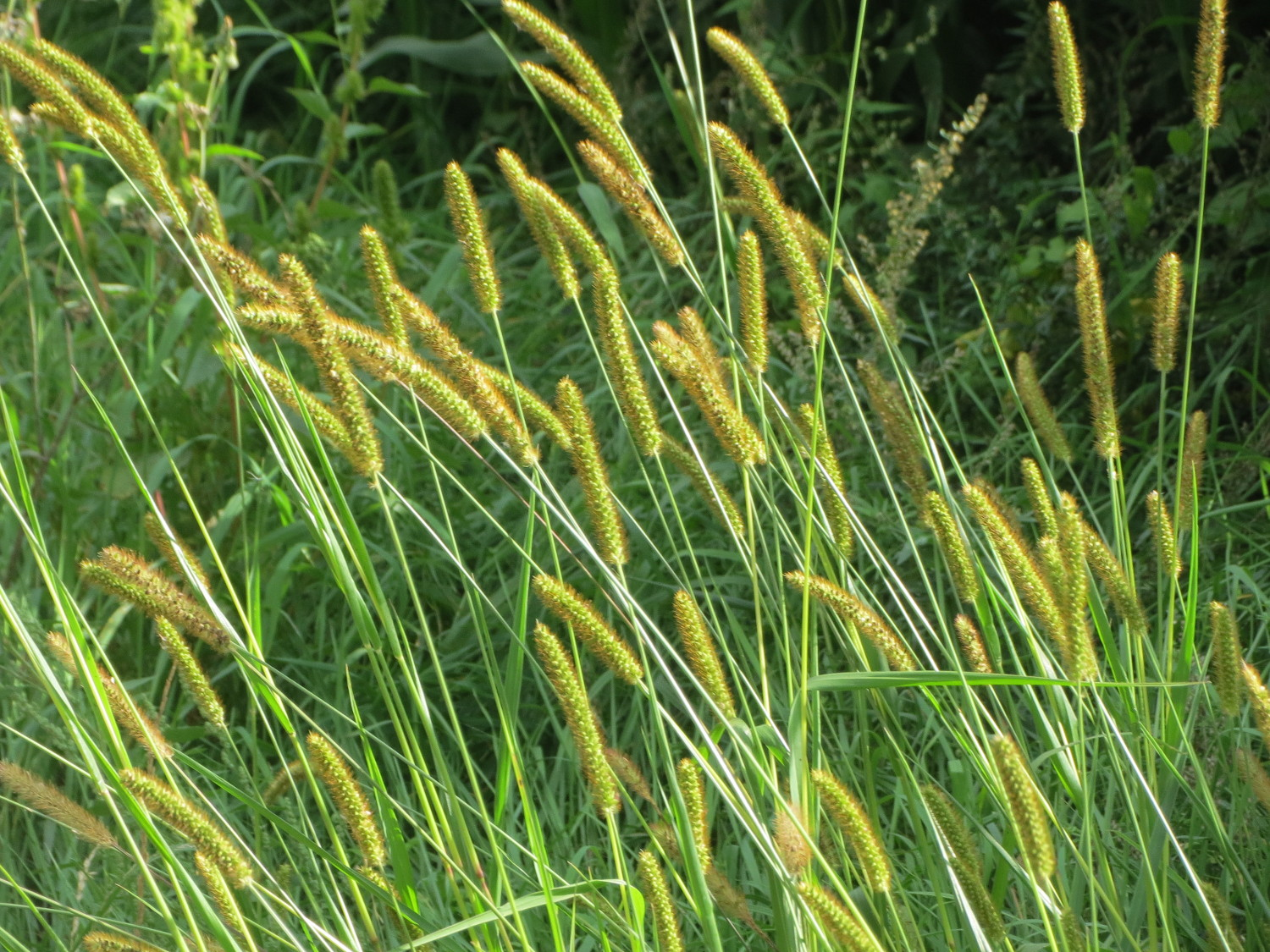
Setaria pumila.

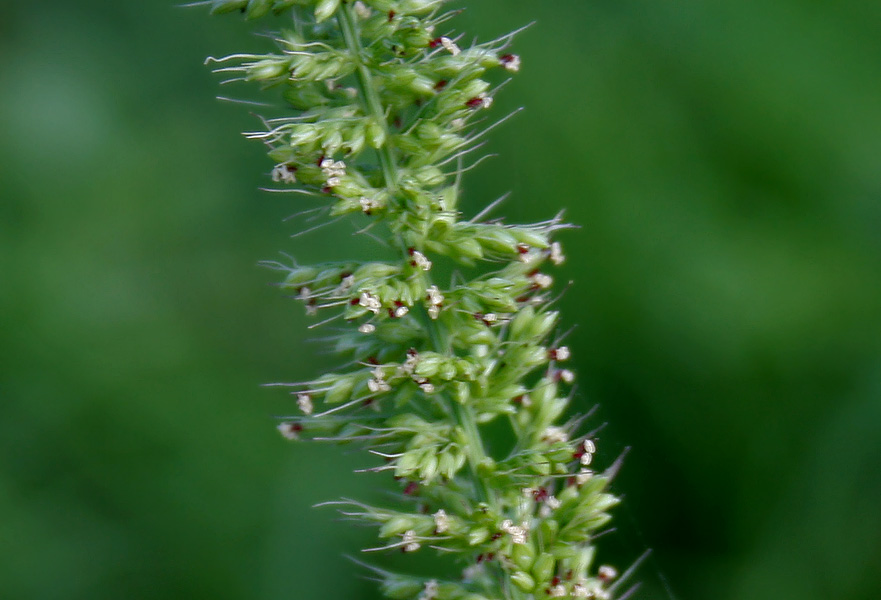
Setaria verticillata.

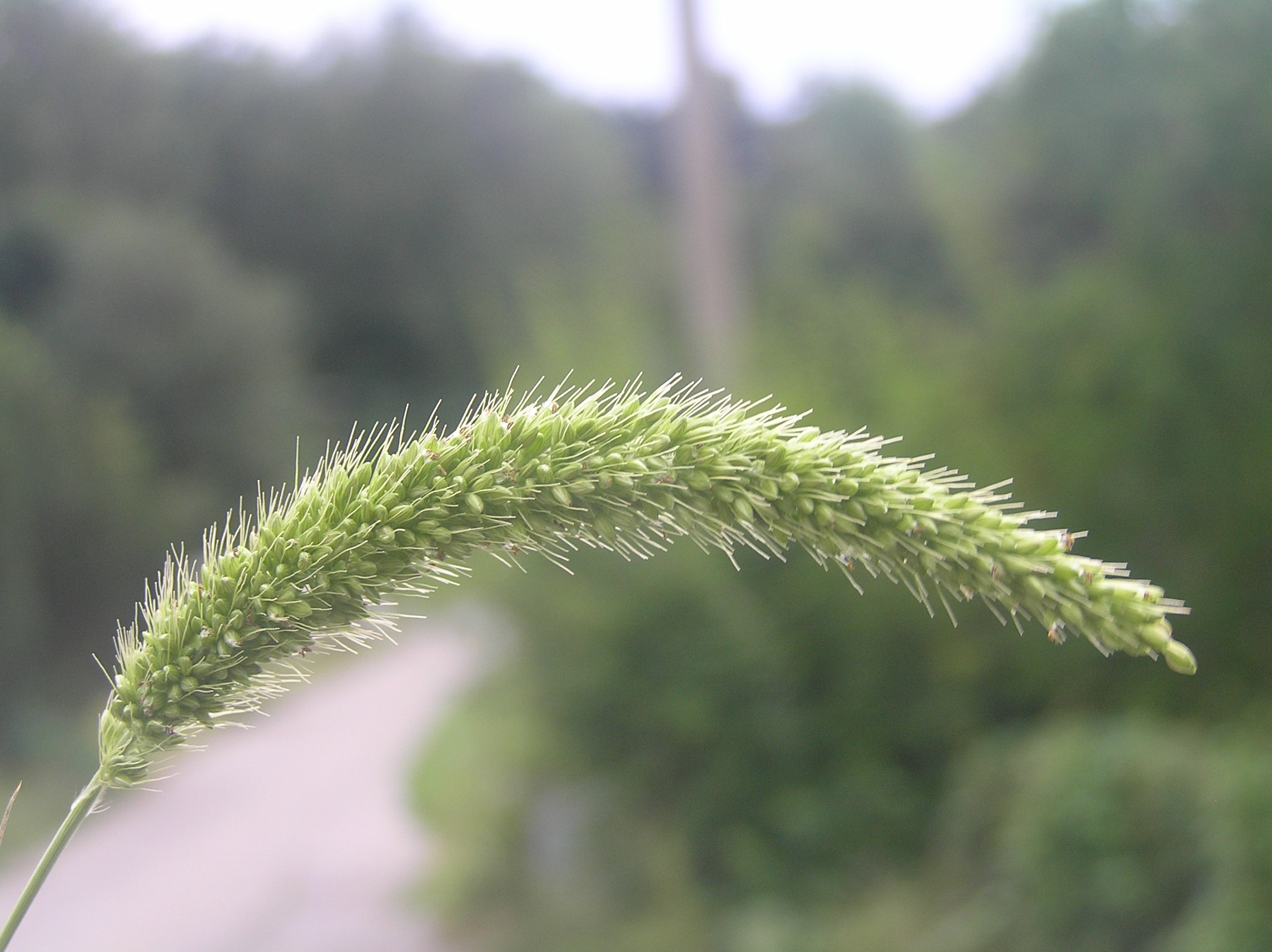
Setaria viridis.

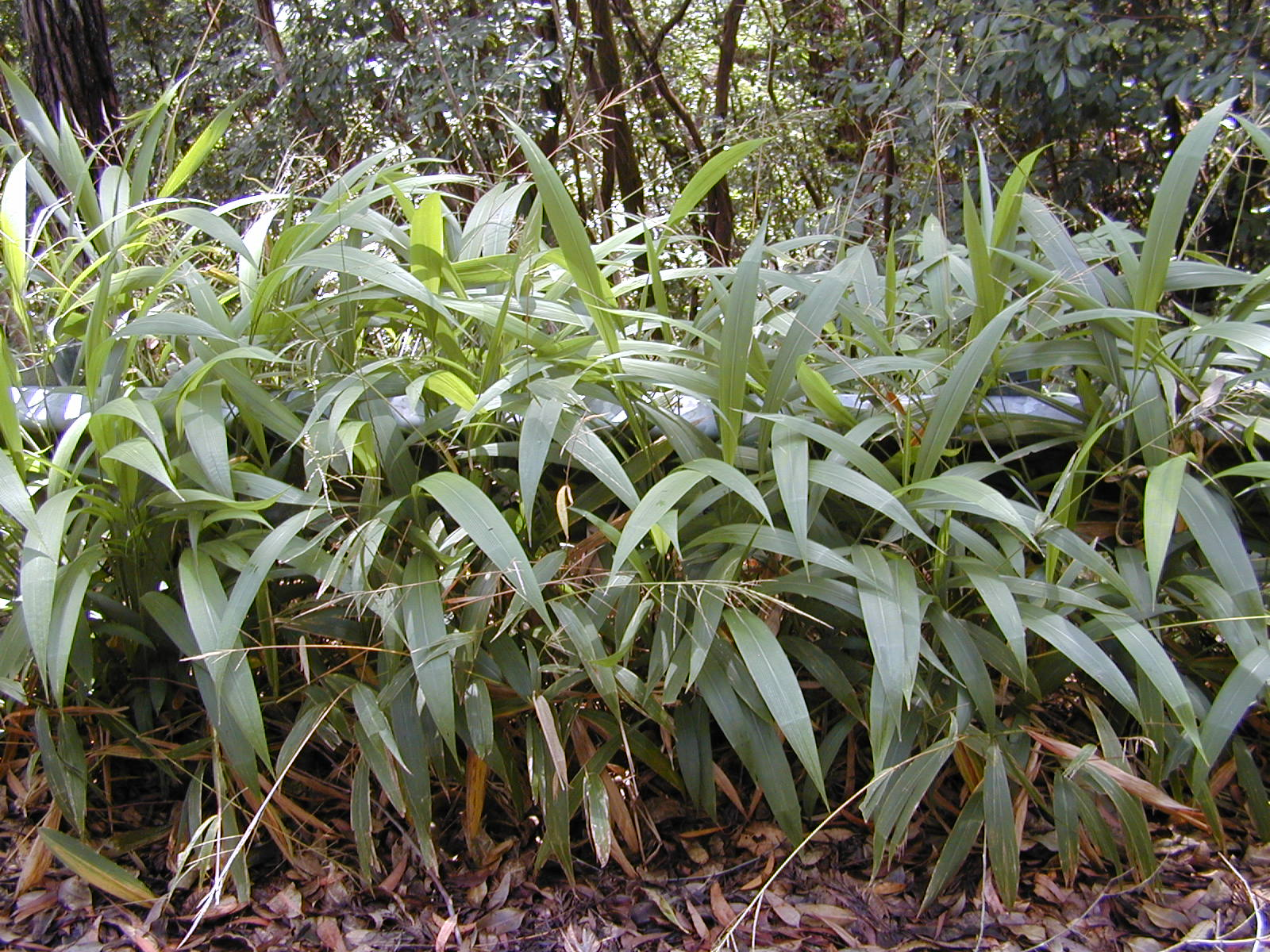
Setaria palmifolia.

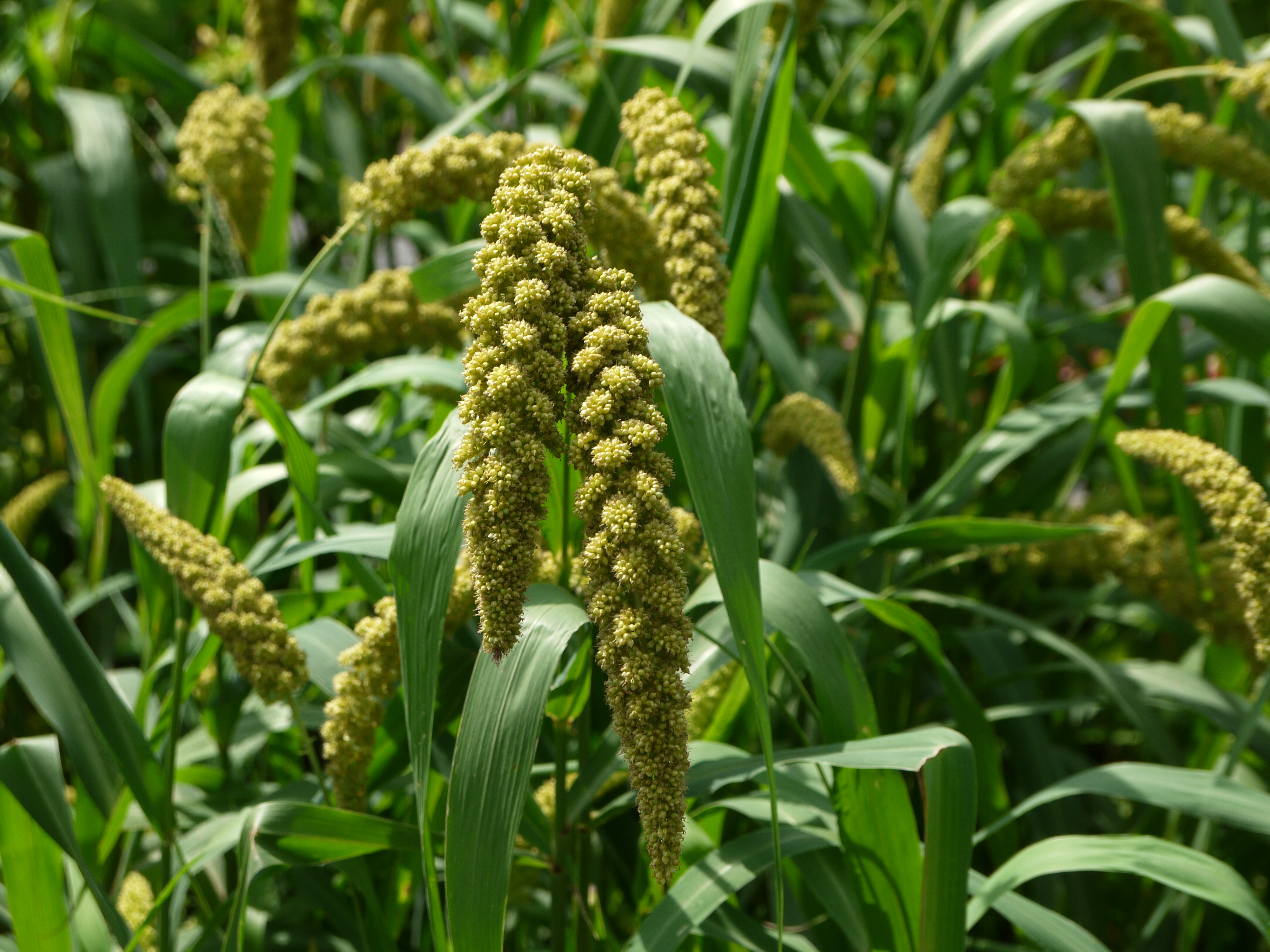
Setaria italica.

- Setaria italica, sétaire d'Italie, millet des oiseaux
- Setaria palmifolia, sétaire à feuilles de palmier

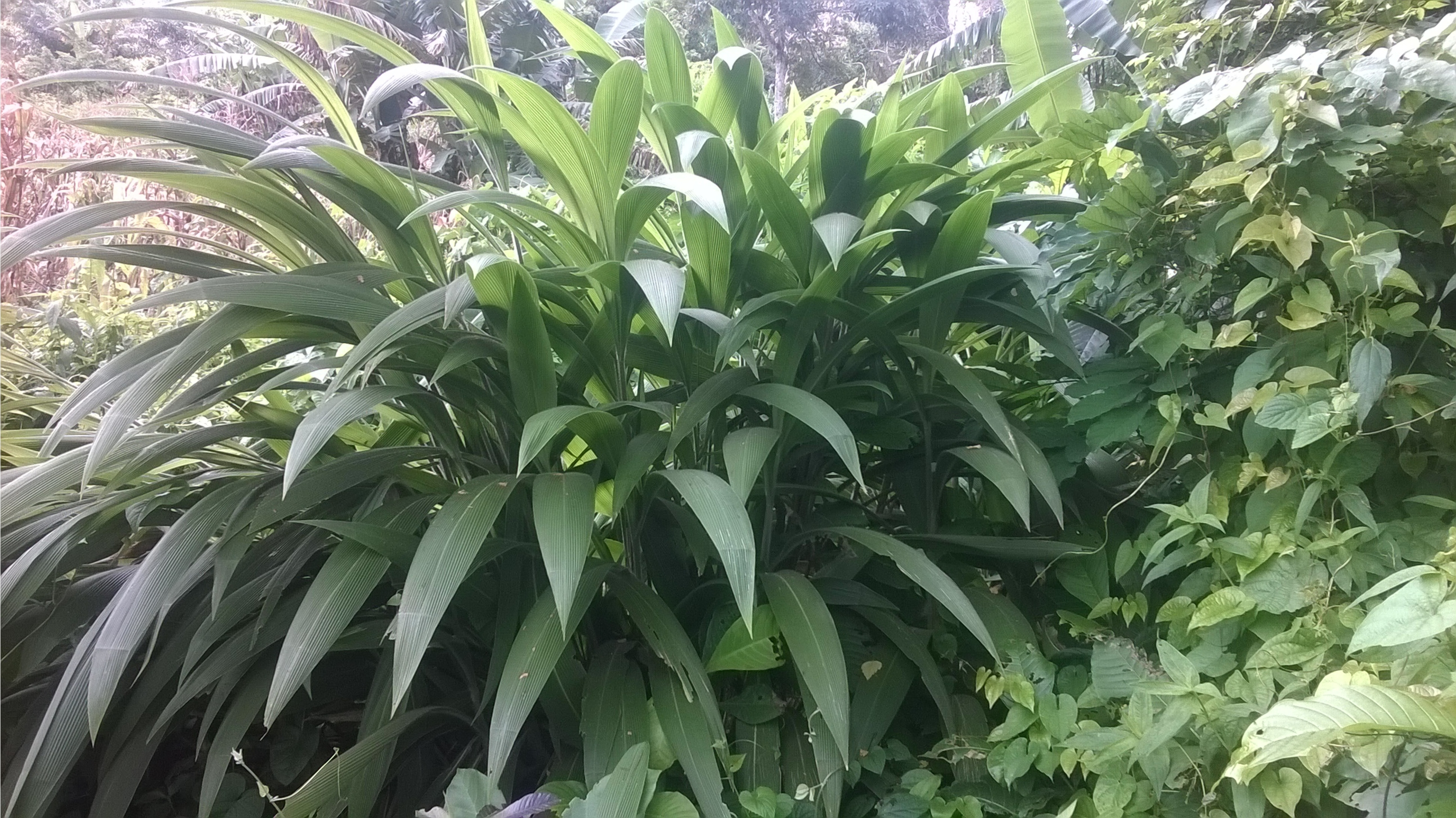
Setaria megaphylla

## Liste des espèces, sous-espèces et variétés
Selon World Checklist of Selected Plant Families (WCSP) (2 juillet 2016) :
- Setaria acromelaena (Hochst.) T.Durand & Schinz (1894)
- Setaria albovillosa (S.T.Blake) R.D.Webster (1995)
- Setaria alonsoi Pensiero & A.M.Anton (1994)
- Setaria ankarensis (A.Camus)
- Setaria apiculata (Scribn. & Merr.) K.Schum. (1902)
- Setaria appendiculata (Hack.) Stapf (1899)
- Setaria arizonica Rominger, Illinois Biol. Monogr.: 29, 66 (1962)
- Setaria atrata Hack. (1892)
- Setaria australiensis (Scribn. & Merr.) Vickery (1951)
- Setaria austrocaledonica (Balansa) A.Camus (1928)
- Setaria aversa (Vickery) R.D.Webster (1995)
- Setaria barbata (Lam.) Kunth (1829)
- Setaria barbinodis R.A.W.Herrm. (1910)
- Setaria basiclada (Hughes) R.D.Webster (1995)
- Setaria bathiei A.Camus (1946)
- Setaria bosseri A.Camus (1954)
- Setaria brigalow R.D.Webster (1995)
- Setaria brownii Desv. (1831)
- Setaria carinata S.Nozawa & Pensiero (2008)
- Setaria cernua Kunth (1816)
- Setaria chapmanii (Vasey) Pilg. (1940)
- Setaria chondrachne (Steud.) Honda, J. Fac. Sci. Univ. Tokyo, Sect. 3 (1930)
- Setaria clementii (Domin) R.D.Webster (1995)
- Setaria clivalis (Ridl.) Veldkamp (1980)
- Setaria constricta (Domin) R.D.Webster (1995)
- Setaria cordobensis R.A.W.Herrm. (1910)
- Setaria corrugata (Elliott) Schult. (1824)
- Setaria criniformis (S.T.Blake) R.D.Webster (1995)
- Setaria desertorum (A.Rich.) Morrone (2014)
- Setaria dielsii R.A.W.Herrm. (1910)
- Setaria distans (Trin.) Veldkamp (1994)
- Setaria distantiflora (A.Rich.) Pilg. (1940)
- Setaria elegantula (Mez) Morat, Adansonia, n.s. (2000)
- Setaria faberi R.A.W.Herrm. (1910)
- Setaria fiebrigii R.A.W.Herrm. (1910)
- Setaria finita Launert, Prodr. Fl. Sudwestafr. 160(34): 227, 173 (1970)
- Setaria flavida (Retz.) Veldkamp (1994)
- Setaria forbesiana (Nees ex Steud.) Hook.f. (1896)
- Setaria gausa (S.T.Blake) R.D.Webster (1995)
- Setaria geminata (Forssk.) Veldkamp (1994)
  - variété Setaria geminata var. geminata
  - variété Setaria geminata var. paludivaga (Hitchc. & Chase) R.D.Webster (1995)
- Setaria globoidea (Domin) R.D.Webster (1995)
- Setaria globulifera (Steud.) Griseb. (1879)
- Setaria gracillima Hook.f. (1896)
- Setaria grandis Stapf (1930)
- Setaria grandispiculata (B.K.Simon) R.D.Webster (1995)
- Setaria grisebachii E.Fourn. (1886)
- Setaria guizhouensis S.L.Chen & G.Y.Sheng, Bull. Bot. Res. (1984)
- Setaria hassleri Hack., Bull. Herb. Boissier, sér. 2 (1904)
- Setaria helvola (L.f.) Roem. & Schult., Syst. Veg. (1817)
- Setaria homonyma (Steud.) Chiov., Nuovo Giorn. Bot. Ital., n.s. (1919)
- Setaria humbertiana A.Camus (1946)
- Setaria hunzikeri Anton (1984)
- Setaria incrassata (Hochst.) Hack. (1891)
- Setaria intermedia Roem. & Schult., Syst. Veg. (1817)
- Setaria italica (L.) P.Beauv. (1812)
- Setaria jaffrei Morat, Adansonia, n.s. (1978)
- Setaria johnsonii (B.K.Simon)
- Setaria jubiflora (Trin.) R.D.Webster (1995)
- Setaria kagerensis Mez (1917)
- Setaria lachnea (Nees) Kunth (1833)
- Setaria latifolia (Scribn.) R.A.W.Herrm. (1910)
- Setaria leonis (E.Ekman) León (1946)
- Setaria leucopila (Scribn. & Merr.) K.Schum. (1902)
- Setaria liebmannii E.Fourn. (1886)
- Setaria limensis Tovar, Publ. Mus. Hist. Nat. "Javier Prado", Ser. B (1984)
- Setaria lindenbergiana (Nees) Stapf (1899)
- Setaria longipila E.Fourn. (1886)
- Setaria longiseta P.Beauv. (1819)
- Setaria macrosperma (Scribn. & Merr.) K.Schum. (1902)
- Setaria macrostachya Kunth (1816)
- Setaria madecassa A.Camus (1946)
- Setaria magna Griseb. (1864)
- Setaria megaphylla (Steud.) T.Durand & Schinz (1894)
- Setaria mendocina Phil. (1896)
- Setaria mildbraedii Mez ex C.E.Hubb. (1937)
- Setaria montana Reeder (1948)
- Setaria nicorae Pensiero (1997)
- Setaria nigrirostris (Nees) T.Durand & Schinz (1894)
- Setaria oblongata (Griseb.) Parodi, Physis (Buenos Aires) 9: 13, 38 (1928)
- Setaria obscura de Wit, Bull. Jard. Bot. Buitenzorg, sér. 3 (1941)
- Setaria obtusifolia (Delile) Morrone (2014)
- Setaria oplismenoides R.A.W.Herrm. (1910)
- Setaria orthosticha K.Schum. ex R.A.W.Herrm. (1910)
- Setaria palmeri Henrard (1940)
- Setaria palmifolia (J.Koenig) Stapf, J. Linn. Soc. (1914)
- Setaria pampeana Parodi ex Nicora (1968)
- Setaria paraguayensis Pensiero (1986)
- Setaria parodii Nicora (1968)
- Setaria parviflora (Poir.) Kerguélen, Lejeunia, n.s. (1987)
- Setaria paspalidioides Vickery (1975)
- Setaria paucifolia (Morong) Lindm., Kongl. Svenska Vetensk. Acad. Handl., n.s. (1900)
- Setaria perrieri A.Camus (1927 publ. 1928)
- Setaria petiolata Stapf & C.E.Hubb. (1930)
- Setaria pflanzii Pensiero (1995)
- Setaria plicata (Lam.) T.Cooke (1908)
- Setaria poiretiana (Schult.) Kunth (1829)
- Setaria pradana (León ex C.L.Hitchc.) León (1946)
- Setaria pseudaristata (Peter) Pilg. (1940)
- Setaria punctata (Burm.f.) Veldkamp (1994)
- Setaria queenslandica Domin (1915)
- Setaria rara (R.Br.) R.D.Webster (1995)
- Setaria reflexa (R.D.Webster) R.D.Webster (1995)
- Setaria restioidea (Franch.) Stapf (1930)
- Setaria retiglumis (Domin) R.D.Webster (1995)
- Setaria reverchonii (Vasey) Pilg. (1940)
  - sous-espèce Setaria reverchonii subsp. firmula (Hitchc. & Chase) W.E.Fox (1999)
  - sous-espèce Setaria reverchonii subsp. ramiseta (Scribn.) W.E.Fox (1999)
  - sous-espèce Setaria reverchonii subsp. reverchonii
- Setaria rigida Stapf (1899)
- Setaria roemeri Jansen (1953)
- Setaria rosengurttii Nicora (1970)
- Setaria sagittifolia (A.Rich.) Walp. (1852)
- Setaria scabrifolia (Nees) Kunth (1833)
- Setaria scandens Schrad. (1824)
- Setaria scheelei (Steud.) Hitchc. (1928)
- Setaria scottii (Hack.) A.Camus (1927 publ. 1928)
- Setaria seriata Stapf (1930)
- Setaria setosa (Sw.) P.Beauv. (1812)
- Setaria spartella (S.T.Blake) R.D.Webster (1995)
- Setaria sphacelata (Schumach.) Stapf & C.E.Hubb. ex Moss (1929)
- Setaria stolonifera Boldrini (1975)
- Setaria submacrostachya Luces (1953)
- Setaria sulcata Raddi (1823)
- Setaria surgens Stapf (1909)
- Setaria tabulata (Hack.) R.D.Webster (1995)
- Setaria taolanensis A.Camus (1954)
- Setaria tenacissima Schrad. (1824)
- Setaria tenax (Rich.) Desv. (1831)
- Setaria texana Emery (1957)
- Setaria uda (S.T.Blake) R.D.Webster (1995)
- Setaria utowanaea (Scribn.) Pilg. (1940)
- Setaria vaginata Spreng. (1827)
- Setaria variifolia (Swallen) Davidse (1981)
- Setaria vatkeana K.Schum. (1887)
- Setaria verticillata (L.) P.Beauv. (1812)
- Setaria villosissima (Scribn. & Merr.) K.Schum. (1902)
- Setaria viridis (L.) P.Beauv. (1812)
- Setaria vulpiseta (Lam.) Roem. & Schult., Syst. Veg. (1817)
- Setaria welwitschii Rendle (1899)
- Setaria yunnanensis Keng f. & K.D.Yu (1980)